# Face (テレビ)
Face（フェイス）は、東芝が1998年から2005年まで製造していた、薄型テレビ、フラットブラウン管テレビのブランドである。2005年秋にブランドを変更し、2005年モデルの42/47Z1000、2006年以降発売の機種のブランドは「REGZA」になっている。今のREGZAブランドでは製造していないが、プラズマテレビも2004年までは製造・販売をしていた。
2003年以降、HDD搭載テレビは、「ちょっとタイムフェイス」、デジタルチューナー搭載テレビ・薄型テレビ（14/17LS10は除く）は「ビューティフルフェイス」と呼ばれていた。

## 機種

### 1998年モデル
- 32/36HD3Z･･･ワイドハイビジョンモデル。BSアナログチューナーを搭載している。36型の希望小売価格は53万円。
- 28/32Z1P･･･ワイドハイビジョンモデル。BSアナログチューナーを搭載している。
- 28/32Z1D･･･ワイド標準画質モデル。BSアナログチューナーを搭載している。

### 1999年モデル
- 28/32/36Z5P･･･ワイドハイビジョンモデル。BSアナログチューナーを搭載している。
- 28/32Z6X･･･ワイドハイビジョンモデル。BSアナログチューナーを搭載している。事実上Z1Pのマイナーチェンジモデルである。
- 28/32Z5E･･･ワイド標準画質モデル。BSアナログチューナーを搭載している。
- 34/32Z5P･･･4:3ハイビジョンモデル。デジタルチューナーは非搭載だが、BSアナログチューナーを搭載している。32Z5PはBSデジタル放送に備えD3端子を搭載といったCMにも登場。
- 25/29ZB5･･･4:3標準画質モデル。BSアナログチューナーを搭載している。

### 2000年モデル

#### フラットブラウン管テレビ
- 32/36D2000･･･ワイドデジタルハイビジョンモデル。
- 32/36ZX720･･･ワイドハイビジョンモデル。デジタルチューナーは非搭載だが、BSアナログチューナーを搭載している。
- 28/32/36ZP50･･･ワイドハイビジョンモデル。デジタルチューナーは非搭載だが、BSアナログチューナーを搭載している。
- 28/32ZP30･･･ワイドハイビジョンモデル。デジタルチューナーは非搭載だが、BSアナログチューナーを搭載している。
- 29ZP32･･･4:3ハイビジョンモデル。デジタルチューナーは非搭載だが、BSアナログチューナーを搭載している。
- 28ZB20･･･ワイド標準画質モデル。デジタルチューナーは非搭載だが、BSアナログチューナーを搭載している。
- 25/29ZB22･･･4:3標準画質モデル。デジタルチューナーは非搭載だが、BSアナログチューナーを搭載している。
- 25ZS12･･･4:3標準画質モデル。デジタルチューナーは非搭載。
- 21ZS6･･･4:3標準画質モデル。デジタルチューナーは非搭載。
- 15/21ZR3･･･4:3標準画質モデル。デジタルチューナーは非搭載。

### 2001年モデル

#### プラズマテレビ
- 42/50P2500･･･ワイドデジタルハイビジョンモデル。地デジチューナーは搭載していない。
- 50P2000･･･ワイドデジタルハイビジョンモデル。地デジチューナーは搭載していない。BSデジタルチューナーはアナログチューナーとは別である。

#### フラットブラウン管テレビ
- 28/32/36D2500･･･ワイドデジタルハイビジョンモデル。
- 28/32/36ZP55･･･ワイドハイビジョンモデル。デジタルチューナーは非搭載だが、BSアナログチューナーを搭載している。
- 28/32/36ZP35･･･ワイドハイビジョンモデル。デジタルチューナーは非搭載だが、BSアナログチューナーを搭載している。
- 29ZP35･･･4:3ハイビジョンモデル。デジタルチューナーは非搭載だが、BSアナログチューナーを搭載している。
- 28ZB25････ワイド標準画質モデル。デジタルチューナーは非搭載だが、BSアナログチューナーを搭載している。
- 25/29ZB25･･･4:3標準画質モデル。デジタルチューナーは非搭載だが、BSアナログチューナーを搭載している。
- 21/25/29ZS15･･･4:3標準画質モデル。デジタルチューナーは非搭載。
- 29ZS12･･･4:3標準画質モデル。デジタルチューナーは非搭載。
- 15/21ZR5･･･4:3標準画質モデル。デジタルチューナーは非搭載。
- 21ZM5･･･4:3標準画質モデル。デジタルチューナーは非搭載。
- 21VS15･･･4:3標準画質モデル。デジタルチューナーは非搭載。VTRを搭載している。
- 21VR5･･･4:3標準画質モデル。デジタルチューナーは非搭載。VTRを搭載している。

### 2002年モデル

#### プラズマテレビ
- 50PS300･･･ワイドデジタルハイビジョンモデル。
- 35/42P3000･･･ワイドデジタルハイビジョンモデル。
- 35/42/50P2700･･･ワイドデジタルハイビジョンモデル。

#### 液晶テレビ
- 14/20LF10･･･4:3標準画質モデル。デジタルチューナーは非搭載。
- 15ZLC7･･･4:3XGAモデル。デジタルチューナーは非搭載。

#### フラットブラウン管テレビ
- 28/32/36D3000･･･ワイドデジタルハイビジョンモデル。
- 28/32/36D2700････ワイドデジタルハイビジョンモデル。
- 28/32/36ZP57･･･ワイドハイビジョンモデル。デジタルチューナーは非搭載だが、BSアナログチューナーを搭載している。
- 28/32ZP37･･･ワイドハイビジョンモデル。デジタルチューナーは非搭載だが、BSアナログチューナーを搭載している。
- 29ZP47･･･4:3ハイビジョンモデル。デジタルチューナーは非搭載だが、BSアナログチューナーを搭載している。
- 29ZP45･･･4:3ハイビジョンモデル。デジタルチューナーは非搭載だが、BSアナログチューナーを搭載している。
- 28ZB37･･･ワイド標準画質モデル。デジタルチューナーは非搭載だが、BSアナログチューナーを搭載している。
- 25/29ZB27･･･4:3標準画質モデル。デジタルチューナーは非搭載だが、BSアナログチューナーを搭載している。
- 21/25/29ZS17･･･4:3標準画質モデル。デジタルチューナーは非搭載。
- 15/21ZR7･･･4:3標準画質モデル。デジタルチューナーは非搭載。
- 15/21VD17･･･4:3標準画質モデル。デジタルチューナーは非搭載。DVDプレーヤーとVTRを搭載している。
- 21VS17･･･4:3標準画質モデル。デジタルチューナーは非搭載。VTRを搭載している。
- 21VR7･･･4:3標準画質モデル。デジタルチューナーは非搭載。VTRを搭載している。
- 15VS15･･･4:3標準画質モデル。デジタルチューナーは非搭載。VTRを搭載している。
- 15VR5･･･4:3標準画質モデル。デジタルチューナーは非搭載。VTRを搭載している。

### 2003年モデル

#### プラズマテレビ
- 42P4000･･･ワイドデジタルハイビジョンモデル。地デジにも対応している。東芝最後のプラズマテレビである。

#### 液晶テレビ
- 26/32/37L4000･･･ワイドデジタルハイビジョンモデル。地デジにも対応している。
- 20LC10･･･4:3標準画質モデル。デジタルチューナーは非搭載。
- 14/17LS10･･･4:3標準画質モデル。デジタルチューナーは非搭載。

#### フラットブラウン管テレビ
- 28/32/36D4000･･･ワイドデジタルハイビジョンモデル。地デジにも対応している。
- 28/32/36ZP58･･･ワイドハイビジョンモデル。デジタルチューナーは非搭載だが、BSアナログチューナーを搭載している。
- 25/29ZB28･･･4:3標準画質モデル。デジタルチューナーは非搭載だが、BSアナログチューナーを搭載している。
- 25/29ZS18･･･4:3標準画質モデル。デジタルチューナーは非搭載。
- 15VS17･･･4:3標準画質モデル。デジタルチューナーは非搭載。VTRを搭載している。
- 15VR7･･･4:3標準画質モデル。デジタルチューナーは非搭載。VTRを搭載している。

### 2004年モデル

#### 液晶テレビ
- 32/37LZ150･･･ワイドデジタルハイビジョンモデル。地デジにも対応している。
- 32/37LZ100･･･ワイドデジタルハイビジョンモデル。地デジにも対応している。
- 26/32L400V･･･ワイドデジタルハイビジョンモデル。地デジにも対応している。
- 20LB20･･･4:3標準画質モデル。デジタルチューナーは非搭載だが、BSアナログチューナーを搭載している。
- 14/20LS20･･･4:3標準画質モデル。デジタルチューナーは非搭載。

#### フラットブラウン管テレビ
- 28/32/36DX100･･･ワイドデジタルハイビジョンモデル。地デジにも対応している。
- 21ZS18･･･4:3標準画質モデル。デジタルチューナーは非搭載。
- 15/21ZR8･･･4:3標準画質モデル。デジタルチューナーは非搭載。
- 21VD18･･･4:3標準画質モデル。デジタルチューナーは非搭載。DVDプレーヤーとVTRを搭載している。
- 15/21VS18･･･4:3標準画質モデル。デジタルチューナーは非搭載。VTRを搭載している。
- 15VR8･･･4:3標準画質モデル。デジタルチューナーは非搭載。VTRを搭載している。

### 2005年モデル

#### 液晶テレビ
- 20/23/26/32/37LC100･･･ワイドハイビジョンモデル。地デジにも対応している。
- 26/32/37LH100･･･HDD搭載ワイドハイビジョンモデル。地デジにも対応している。
- 20LS30･･･4:3標準画質モデル。デジタルチューナーは非搭載。
- 15LS30･･･4:3XGAモデル。デジタルチューナーは非搭載。

#### フラットブラウン管テレビ
- 28DZ100･･･ワイドハイビジョンモデル。東芝最後のハイビジョンブラウン管テレビである。
- 25/29ZS30･･･4:3標準画質モデル。デジタルチューナーは非搭載。
- 25/29ZB30･･･4:3標準画質モデル。デジタルチューナーは非搭載だが、BSアナログチューナーを搭載している。
- 21VD30･･･4:3標準画質モデル。デジタルチューナーは非搭載。DVDプレーヤーとVTRを搭載している。

### Faceブランドではない同時期の機種

#### 1999年モデル
- 29BS990･･･4:3標準画質モデル。フラットブラウン管ではない。BSアナログチューナーを搭載している。
- 25BS99･･･4:3標準画質モデル。フラットブラウン管ではない。BSアナログチューナーを搭載している。
- 25S99･･･4:3標準画質モデル。フラットブラウン管ではない。
- J-14/21VF1･･･4:3標準画質モデル。VTRを搭載している。「ARENA」ブランドである。
- J-14V1･･･4:3標準画質モデル。VTRを搭載している。「ARENA」ブランドである。

#### 2000年モデル
- 29S99･･･4:3標準画質モデル。デジタルチューナーは非搭載。フラットブラウン管ではない。
- J-21FF10･･･4:3標準画質モデル。デジタルチューナーは非搭載。VTRを搭載している。「ARENA」ブランドである。
- J-21FM1･･･4:3標準画質モデル。デジタルチューナーは非搭載。VTRを搭載している。「ARENA」ブランドである。

#### 2001年モデル
- J-15FF1･･･4:3標準画質モデル。デジタルチューナーは非搭載。VTRを搭載している。「ARENA」ブランドである。
- J-15FM1･･･4:3標準画質モデル。デジタルチューナーは非搭載。VTRを搭載している。「ARENA」ブランドである。
- 14AR5･･･4:3標準画質モデル。デジタルチューナーは非搭載。フラットブラウン管ではない。

#### 2003年モデル
- 29AS17･･･4:3標準画質モデル。デジタルチューナーは非搭載。フラットブラウン管ではない。
- 29AS17S･･･4:3標準画質モデル。デジタルチューナーは非搭載。フラットブラウン管ではない。
- 14AR7･･･4:3標準画質モデル。デジタルチューナーは非搭載。フラットブラウン管ではない。

#### 2004年モデル
- 21AS18･･･4:3標準画質モデル。デジタルチューナーは非搭載。フラットブラウン管ではない。
- 14AR8･･･4:3標準画質モデル。デジタルチューナーは非搭載。フラットブラウン管ではない。